# Duong Van Minh
Dương Văn Minh (My Tho, 16 februari 1916 - Pasadena, 5 augustus 2001) was een Zuid-Vietnamees politicus. Hij kreeg als bijnaam 'Big Minh', onder andere om hem te onderscheiden van de andere Zuid-Vietnamese politici en militairen die eveneens 'Minh' heten.
Duong Van Minh, een Boeddhist, volgde een opleiding aan een Franse koloniale school in Saigon (het huidige Ho Chi Minhstad). Aan deze school studeerde ook prins Norodom Sihanouk, de later Cambodjaanse koning. 
In de jaren 40 trad Duong Van Minh toe tot het Franse koloniale leger. Hij vocht aan Franse zijde tegen de Vietminh. In 1954 trad hij toe tot het Zuid-Vietnamese leger met de rang van generaal. Hij was een trouw aanhanger van president Ngô Đình Diệm en in 1956 versloeg hij voor de president de sekten die zich tegen het regime van Zuid-Vietnam hadden gekeerd. Daarna volgde hij een militaire vervolgopleiding in Leavenworth in de Verenigde Staten. Na zijn terugkeer in Zuid-Vietnam groeide de populariteit van Duong Van Minh en vreesde president Ngô Đình Diệm voor zijn positie. Hij benoemde generaal Duong Van Minh tot 'speciaal adviseur', een tamelijk onbelangrijke post. Duong Van Minh sloot zich aan bij een groep militaire samenzweerders.

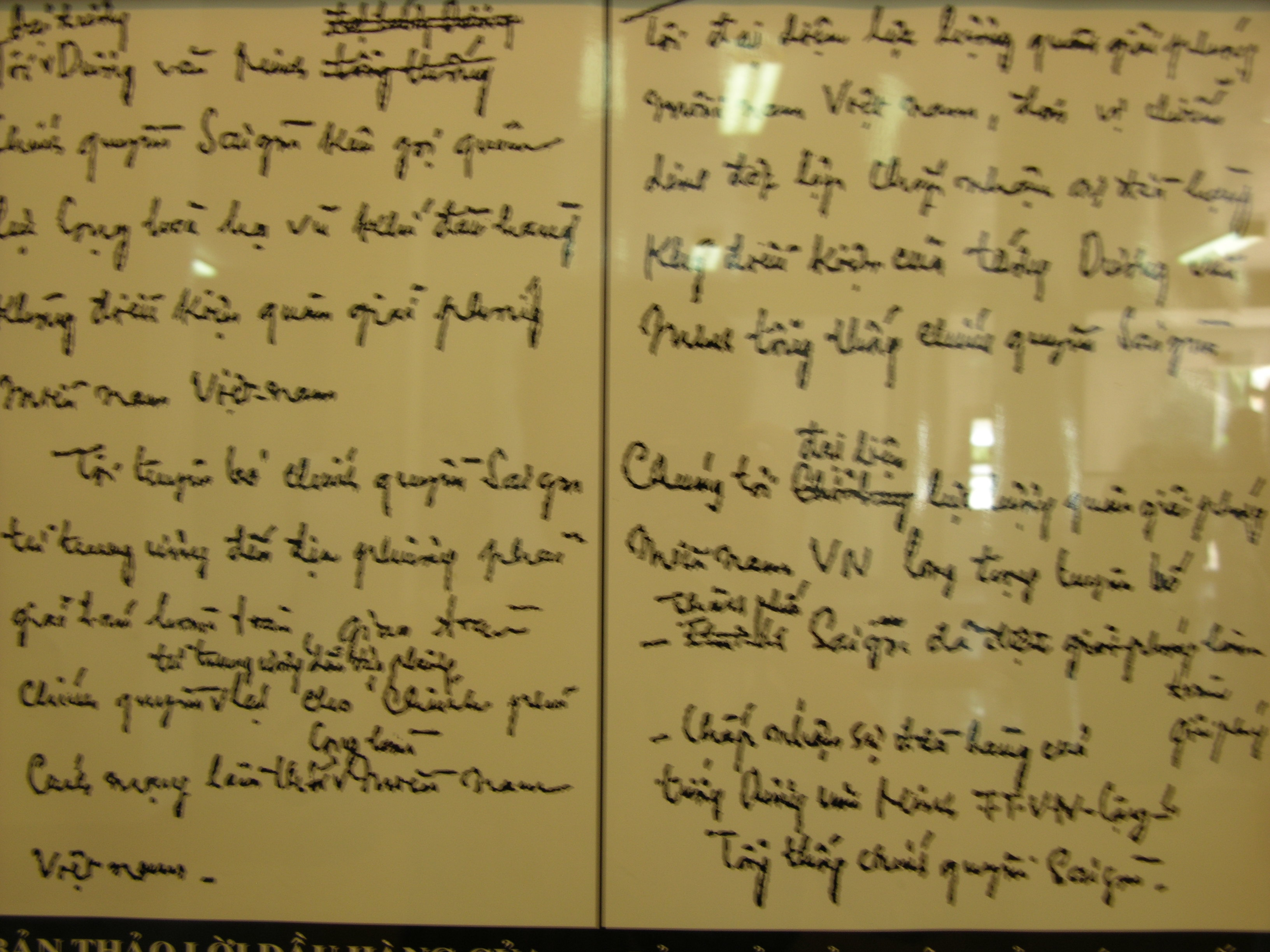
De door Duong Van Minh voorgelezen tekst van de capitulatie op 30 april 1975.

In 1963 liet de VS hem weten dat zij de samenzweerders geen strobreed in de weg zouden liggen wanneer zij een coup zouden plegen. In november 1963 pleegden de militaire samenzweerders een staatsgreep waarbij Ngo Dinh Diem om het leven kwam. Duong Van Minh bekleedde van november 1963 tot februari 1964, van februari 1964 tot maart 1964 en van september tot oktober 1964 het ambt van staatshoofd. Daarna woonde hij in Bangkok. Hij bleef echter in nauw contact met de CIA staan. In 1971 probeerde hij mee te doen aan de presidentsverkiezingen.
In 1973 presenteerde hij een programma waarin hij streefde naar een neutraal Zuid-Vietnam. In april 1975 droeg president Nguyen Van Thieu de macht over aan vicepresident Tran Van Huong, deze droeg op zijn beurt het presidentschap over aan Duong Van Minh (28 april). Op 30 april viel Saigon in handen van de Vietminh (Noord-Vietnamese leger). De Vietminh bestormden het presidentieel paleis en vonden Duong Van Minh achter zijn bureau. Hij werd gearresteerd en verklaarde later die dag voor de radio: 'Ik verklaar hierbij de regering van Saigon op alle niveaus voor ontbonden.' 
Duong Van Minh werd later vrijgelaten en vestigde zich in zijn villa waar hij orchideeën en tropische vogels kweekte. In 1983 kreeg hij toestemming om zich in Frankrijk (Parijs) te vestigen. Later leefde hij met zijn dochter Mai Duong in Pasadena, Californië. Hij overleed op 85-jarige leeftijd in 2001.